# Dušan Kuzma
Dušan Kuzma (ur. 17 marca 1927 w Mestečku, zm. 17 czerwca 2008) – słowacki architekt, pedagog oraz nauczyciel akademicki.

## Biografia
Dušan Kuzma studiował w Bratysławie na kierunku pedagogicznym. Uczył się u profesorów takich jak: Eugen Kramár, Emil Belluš oraz Vladimír Karfík. Dla nauczenia się architektury zaczął pracować w pracowni Auguste Perreta. W 1952 roku pracował na Wydziale Architektury i Wzornictwa Słowackiej Politechniki. W latach 1954–1960 pracował w administracji państwowej jako naczelnik wydziału architektoniczno-budowlanego. Od 1960 roku pracował jako nauczyciel w Akademii Sztuk Pięknych w Bratysławie. Współpracował z Antonem Zimmermanem przy projektowaniu budynku Słowackiej Biblioteki Narodowej. Jednym z bardziej znanch projektów Dušana Kuzmy jest budynek Muzeum Słowackiego Powstania Narodowego, który jest położony w Bańskiej Bystrzycy. Został odznaczony Nagrodą im. Dušana Jurkoviča oraz Nagrodą Narodową Republiki Słowackiej. Ponadto został uhonorowany Nagrodą im. Emila Belluša.